# Kitchen Cowboys
Die Kitchen Cowboys war eine Hamburger Neo-Rock-Pop-Band, die ihren Stil selbst als „Heart-Beat“ definiert. Sie existierte in verschiedenen Besetzungen von 1999 bis 2013.

## Geschichte

Kitchen Cowboys: Thomas Adler, Marianne Wellershoff, Philip Bethge, Tom Ungemach, Rüdiger Hirt und Sandra Wierer (v.l.n.r)

Die „Kitchen Cowboys“ wurden 1999 im Umfeld der Hamburger Medien-Szene aus den Trümmern der Band 2 Väter & ein Mann gegründet. Gestartet als Cover-Projekt für Musik aus dem anglo-amerikanischen Kulturkreis, interpretierte die Band bis 2001 zunehmend Songs von Tom Waits. Sänger Marco Evers kam dabei dem musikalischen Vorbild in Ausdruck und Charisma sehr nahe, die Band, bestehend aus Katja von Döring (Bass), Philip Bethge (Akkordeon) und Thomas Adler (Gitarren, Mundharmonika), unterstützte ihn mit einem sehr schrägen Sound. Wechselnde Schlagzeuger begleiteten diese frühe Epoche, hervorgehoben sei dabei der aus Weißrussland stammende Igor. Vereinzelt tauchten schon eigene Stücke auf, die von Evers und Bethge geschrieben wurden. Bethge trat in Konzerten auch als Sänger in Erscheinung. Die im Herbst 2000 erschienene erste CD „So beautiful“ beinhaltet zur Hälfte jeweils Cover-Versionen und eigenes Material.
Mit dem Ausstieg von Evers und von Döring im Frühjahr 2001 gründete sich die Band neu und erweiterte das Instrumentarium nach und nach. Neben den Gründungsmitgliedern Adler und Bethge, der den Gesang nun vollständig übernahm und immer öfter das Akkordeon mit dem Klavier vertauschte, spielten bei den Kitchen Cowboys nun Marianne Wellershoff (Bass), Tom Ungemach (Schlagzeug), Rüdiger Hirt (Saxophon) und Sönke Hachmann (Trompete).
Eine weitere Zäsur ergab sich im Sommer 2009 als Bethge und später Hachmann die Band verlassen haben. Neue Bandmitglieder sind Christina Pohl (Gesang) und Christoph Hauschild (Keyboard). Das aktuelle Programm besteht aus Liedern, die von Ungemach komponiert und von Wellershoff getextet wurden. Die Texte sind ausschließlich in Deutsch.
Von den ehemaligen Band-Mitgliedern seien Sandra Wierer (Violine, Backing Vocals), Klaus Markus (Trompete) sowie Mick Schreiber und Achim Erz (beide Schlagzeug) erwähnt, letzterer inzwischen festes Mitglied der Band „Die Befreiung“ von Bernd Begemann.
2013 verkündet die Band ihre Auflösung.

## Diskografie

### Eigene Alben
- 2000: So beautiful
- 2003: Want to be rich
- 2004: Live in Berlin
- 2006: Glaubst du, dass es Liebe ist
- 2009: Alltagshelden ohne Ruhm

### Sampler
- 2003: RADIO GOETHE presents German bands Vol. 2
- 2008: thistleblower, Sampler #4 des Open Music Contest, ASTA Marburg